# 2019年金馬經典影展
2019年金馬經典影展是在2019年7月26日至8月15日在臺北放映，6月22日舉行選片指南。臺中場則於8月15日至26日，7月27日舉辦選片指南。

## 參展影片
- 羅伯托·羅塞里尼
  - 《白船》（The White Ship），1941年
  - 《不設防城市》（Rome, Open City），1945年
  - 《老鄉（英语：Paisan）》（Paisà），1946年
  - 《愛（英语：L'Amore (film)）》（L'amore），1948年
  - 《德國零年》（Germany, Year Zero），1948年
  - 《火山邊緣之戀（英语：Stromboli (film)）》（Stromboli），1950年
  - 《聖方濟各之花》（The Flowers of St. Francis），1950年
  - 《歐洲51年》（Europa '51），1952年
  - 《義大利之旅》（Journey to Italy），1954年

- 盧奇諾·維斯孔蒂
  - 《對頭冤家》（Obsession），1943年
  - 《大地震動》（La Terra Trema），1948年
  - 《小美人（英语：Bellissima (film)）》（Bellissima），1951年
  - 《戰國妖姬》（Senso），1954年
  - 《白夜（英语：White Nights (1957 film)）》（Le notti bianche），1957年
  - 《浩氣蓋山河》（Il Gattopardo），1963年

- 維多里奧·狄西嘉
  - 《擦鞋童（英语：Shoeshine (film)）》（Sciuscià），1946年
  - 《單車失竊記》（Ladri di biciclette），1948年
  - 《米蘭奇蹟》（Miracolo a Milano），1951年
  - 《退休生活》（Umberto D.），1952年
  - 《拿坡里黃金（英语：The Gold of Naples）》（L'oro di Napoli），1954年
  - 《烽火母女淚（英语：Two Women）》（La ciociara），1960年
  - 《昨日今日明日（英语：Yesterday, Today and Tomorrow）》（Ieri, oggi, domani），1963年
  - 《義大利式結婚（英语：Marriage Italian Style）》（Matrimonio all'italiana），1964年
  - 《費尼茲花園（英语：The Garden of the Finzi-Continis (film)）》（Il giardino dei Finzi-Contini），1970年

- 米开朗基罗·安东尼奥尼
  - 《愛情編年史（英语：Story of a Love Affair）》（Cronaca di un amore），1950年
  - 《不戴茶花的茶花女（英语：The Lady Without Camelias）》（La signora senza camelie），1953年
  - 《失敗者》（I Vinti），1953年
  - 《女朋友》（Le Amiche），1955年
  - 《哭泣》（Il Grido），1957年
  - 《情事》（L'Avventura），1960年
  - 《慾海含羞花》（L'Eclisse），1962年

- 费德里柯·费里尼
  - 《小牛》（I Vitelloni），1963年
  - 《甜蜜的生活》（La Dolce Vita），1960年
  - 《八又二分之一》（8½），1963年

- 亞力山卓·布雷塞提（英语：Alessandro Blasetti）
  - 《神話故事（英语：Fabiola (1949 film)）》（Fabiola），1949年

- 皮亞托·傑米（英语：Pietro Germi）
  - 《義大利式離婚（英语：Divorce Italian Style）》（Divorzio all'italiana），1961年

- 马丁·斯科塞斯
  - 《義大利電影課》（My Voyage to Italy），1999年

## 外部連結
- 金馬經典影展（页面存档备份，存于）